# Callithrix jacchus
Ouistiti commun, Ouistiti à toupets blancs
 (novembre 2011).
Si vous disposez d'ouvrages ou d'articles de référence ou si vous connaissez des sites web de qualité traitant du thème abordé ici, merci de compléter l'article en donnant les références utiles à sa vérifiabilité et en les liant à la section « Notes et références ».
Espèce
Statut de conservation UICN

 LC  : Préoccupation mineure
Statut CITES
Le Ouistiti commun (Callithrix jacchus) est une espèce de singes du Nouveau Monde de la famille des Cebidae. C'est un primate miniature endémique du Brésil.

## Dénomination
Premier des ouistitis à avoir été décrit, le Ouistiti commun est également appelé Ouistiti à toupet, Ouistiti à toupets blancs,  ou encore Ouistiti sagouin.

## Distribution
On le trouve dans tout le Nord-est du Brésil. Dans les États du Piauí, Ceará, Rio Grande do Norte, Paraíba, Pernambouc, Alagoas, Sergipe et extrême nord de l 'État de Bahia. Il est présent au nord jusqu’à la côte atlantique entre les villes de Parnaíba et Natal, à l’ouest jusqu’au Rio Parnaíba (et même un peu au-delà à sa source), à l’est jusqu’au Rio São Francisco depuis son cours moyen jusqu’à son embouchure, au sud aux confins de Goiás-Piauí-Bahia. Il occupe l’île d’Itaparica (près de Salvador de Bahia). Introduit dans la région de la Serra do Mar, il fréquente plusieurs villes brésiliennes (Rio de Janeiro, Natal, João Pessoa) et Buenos Aires. C'est le plus commun des ouistitis.

## Hybridation
Ce primate s'hybride parfois avec l’ouistiti à pinceaux noirs (C. penicillata) au sud-ouest de sa répartition (région d’Ibipetuba, cœur du Bahia) et au sud de sa répartition (extrême nord-est du Bahia) plus ou moins extensivement selon les auteurs.

## Habitat
Son habitat est varié. Cet animal peuple ainsi la forêt tropicale humide de la Mata Atlântica, la savane du cerrado, de Carrasco et de Caatinga (même la plus désertique, comme celle du Sertão do Araripe), la mangrove sur la façade océanique, la forêt primaire et secondaire même dégradée, les plantations, les jardins et les parcs. Sur les flancs du Pain de Sucre, les cariocas lui offrent des oranges et des bananes pour le faire descendre de ses perchoirs. Ce singe est très adaptable.

## Description
On constate un léger dimorphisme sexuel : la femelle est 10 % moins lourde que le mâle. La robe est noire tiquetée de gris-brun, avec des raies transversales au bas du dos. On trouve des spécimens plus pâles dans les régions sèches et plus marron dans les régions mésiques (fraîches humides). La queue est annelée ; des poils blancs sur le front et autour des yeux lui dessinent un masque de plongée. De longues touffes auriculaires blanches (3 cm) ou grisâtres, forment un arc semi-circulaire au-dessus et devant les oreilles et cachent les oreilles. Les jeunes sont dépourvus de ces pinceaux voyants et leur fourrure est uniformément brune, sauf la tête et le cou qui sont gris. On trouve des spécimens albinos au Refuge écologique de Charles Darwin (forêt de la montagne du Pernambuco).
Canines : 2,06 mm (M), 2,11 mm (F).
Vertèbres (pour tous les callitrichidés) : cervicales (7), thoraciques (13), lombaires (7), sacrales (3) et caudales (29).

## Mensurations
- Corps 20 cm (de 17 à 25 cm).
- Queue 28 cm (de 24 à 35 cm).
- Poids de 240 à 320 g.
- Cerveau : 7,9 g (dont néocortex : 4,4 cm3).

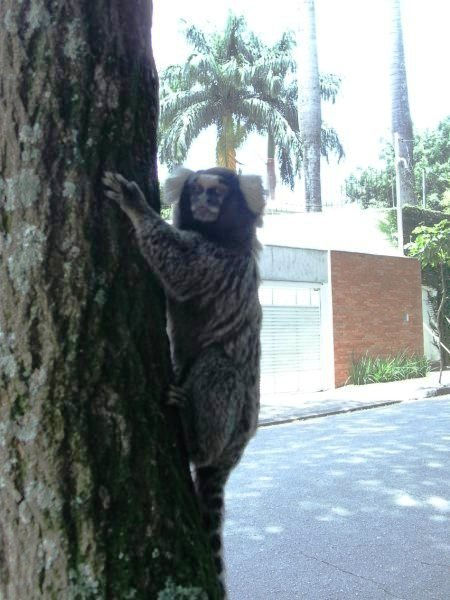
Callithrix jacchus

- Rapport longueur bras/jambes (x100) : 75.
- Caryotype : 2n = 46.

Les mensurations sont à peu de chose près identiques pour les 6 espèces de Callithrix.

## Domaine
De 0,5 à 6,5 ha. De 0,7 à 2,4 ha (station forestière expérimentale Eflex/Ibama, Rio Grande do Norte).

## Densité
9/km² (fazenda Rio Vermelho).

## Locomotion
Quadrupède, il court, grimpe, saute ou sautille. Il progresse parfois par saut-accrochage, bondit parfois avec des mouvements exagérés, notamment pendant le jeu. il peut galoper, queue tendue ou arquée. Se repose sur une branche en position assise ou allongé sur le ventre la queue déroulée, au contact d’un ou plusieurs congénères ou bien seul.

## Comportements basiques
Diurne. Arboricole. Territorial.
Les femelles sont particulièrement agressives vis-à-vis des étrangers.

## Comportements divers
Infanticide et cannibalisme avérés chez cette espèce, en captivité.

## Activités
Ce ouistiti est très actif. Il parcourt chaque jour entre 0,5 et 1 km (les ouisitis exsudativores se déplacent moins que les tamarins davantage frugivores). Il circule en bande restreinte. Il s’éveille une demi-heure après l’aube et termine sa journée une demi-heure avant le crépuscule. Autour de midi, il se repose et pratique beaucoup le grooming.
Budget d’activités : repos (43 %), déplacements et recherche de nourriture (35 %), alimentation (10 %) et contacts sociaux (10 %). La nuit, la famille s’endort dans un trou d’arbre ou cachée dans la dense végétation.

## Alimentation
Gommivore-frugivore-insectivore. Fruits doux et sucrés. Pas de feuilles, trop peu énergétiques pour cette boule de nerfs. Arthropodes (sauterelles, criquets, cigales, coléoptères, papillons et blattes). Capture les insectes en un éclair, enserrant la proie entre ses deux mains. Mordue au cou puis décapitée, la victime est débarrassée de ses ailes et de ses intestins, grâce à une technique nullement innée que les jeunes apprennent au contact de leurs parents. Fouille le sol et explore les cavités naturelles (trous dans les branches, crevasses dans un tronc). Consomme parfois des œufs et des petits oiseaux au nid, de petits lézards et grenouilles. Sève, gomme et latex. Ce saigneur-suceur prélève les exsudats de nombreux arbres tropicaux comme le bois de cajou (Anacardium sp.), le pau-terra (Qualea sp.) et le Palmier buriti (Mauritia flexuosa). Utilise 5 à 50 arbres à gomme/ha. Il entaille le tronc de bas en haut grâce à ses longues incisives (presque aussi longues que ses canines) et recueille le liquide qui suinte de la blessure. L’incision, ronde ou allongée, mesure 1 à 1,5 cm de large pour 2 à 20 cm de long. Son cæcum est adapté à une telle spécialisation alimentaire.

## Comportement social

### Taille du groupe
7-8 (de 2 à 20). 6,95 (Tapacurá).

### Structure sociale et système de reproduction
Groupe multimâle-multifemelle. Monogamie (en liberté et en captivité). Polyandrie et polygynie. Le système de reproduction varie en fonction de facteurs environnementaux. Chez les callitricihidés, la présence dans un groupe de mâles non apparentés à la fille pourrait influencer positivement sa mère dans sa volonté de la laisser se reproduire. Sex-ratio : 1. Le groupe, placé sous l’autorité d’un couple dominant, inclut les jeunes de l’année, plusieurs générations de jumeaux (les aînés aidant à l’élevage des benjamins) et parfois un ou deux spécimens immigrés. Le plus souvent, aucune femelle subordonnée ne se reproduit et, lorsqu’une subordonnée met bas en même temps, sa progéniture a une moindre chance de survie. Des copulations extragroupe ont été observées chez les deux sexes, surtout durant l’œstrus. Les interactions intergroupes jouent un rôle primordial dans le repérage des partenaires potentiels et les opportunités de reproduction hors du groupe.

### Hiérarchie
La femelle alpha inhibe sans trop de brutalité ses concurrentes, chimiquement (émission de phéromones) et comportementalement (regards, coups d’épaule, intimidation).

### Dispersion
Les ouistitis des deux sexes émigrent (un par un) de leur clan natal, à la recherche d’un groupe d’accueil voisin. Ces départs sont plus rares que chez les tamarins et les petits singes-lions, les ouistitis formant des groupes plus stables. Il n’est pas rare de voir un ouistiti errer durant des mois avant de pouvoir se réintégrer socialement. Dans l’attente de sa réintégration, le mini Dracula passera ses journées seul, à saigner les arbres.

### Reproduction
Parade sexuelle, comme chez toutes les autres espèces d’ouistitis. Mâle et femelle se poursuivent en une folle sarabande, dos arqués, pelage hérissé et membres allongés, comme des félins. Ils frottent leurs organes génitaux contre le sol. La femelle regarde le mâle droit dans les yeux (regards appuyés), claque des lèvres et lui tire langoureusement la langue. À ce manège sans équivoque, le mâle répond en l’imitant. Ce sollicitations sont plus fréquentes chez les partenaires récemment appariés. Le mâle renifle les parties anogénitales de sa partenaire pour tester sa réceptivité, fourre son nez dans son cou et la tient dans ses bras. Après s’être peignés mutuellement et copieusement mordillé la tête, les partenaires s’accouplent. Durant la copulation, elle se retourne et regarde son compagnon par-dessus sa propre épaule, la bouche ouverte. Cycle œstral (2 semaines) et œstrus (2 à 3 jours). La femelle se reproduit pour la première fois vers 20-24 mois. Elle met bas deux fois par an deux faux jumeaux dans la moitié des cas (sinon 1, 3 voire 4) pesant chacun 25 à 30 g et mesurant 7 cm. En proportion, chaque jumeau est donc environ 2,5 fois plus gros que l’unique nouveau-né d’un singe anthropoïde… Durée de gestation de 148 jours. Un œstrus post-accouchement intervient 9-10 jours après la mise bas. Deux pics saisonniers de naissances, en octobre-novembre et mars-avril.

## Développement
Premiers pas seul à 2 semaines. Il s’exerce au jeu social dès la fin du premier mois. Allaité pendant 100 jours. Allomaternage. Les jumeaux commencent à se quereller à 7 semaines et produisent des marquages à 8 semaines. Subadulte autour de 10 mois. Maturité sexuelle : 11-15 mois (M) et 14-24 mois (F).

## Longévité
10 ans, dans la nature.

## Types de communications

### Communication orale
Une douzaine de vocalisations, les 4 principales étant le trille (cri de contact intragroupe), le gazouillis (cri agressif intergroupe), le ‘phee’ (sifflement territorial) et le ‘tsik’ (cri d’alerte). Lors des vocalisations, la langue vibre rapidement, ce qui produit des sortes de stridulations de criquet. Un certain nombre de cris, émis dans l’infrason, sont inaudibles par l’homme.
Le trille est un son très doux, ronronnant, consistant en des vagues de sons sinusoïdales. C’est un cri de contact intragroupe poussé par des animaux à proximité des uns des autres. Les trilles servent à maintenir la communication entre des individus momentanément hors de vue, cachés par la végétation.
Le gazouillis est formé de séries de notes rapides et aiguës. Il résonne comme un ‘dee-dee-dee-dee-dee’, dont la fréquence va decrescendo si bien que la première note est plus aiguë que la dernière. C’est un cri agressif vis-à-vis d’un autre groupe, notamment durant les rencontres entre individus étrangers. Il est également émis pendant le jeu par les jeunes.
Le sifflement ‘phee’, ou appel fort, s’apparente à un sifflement strident et puissant, avec très peu de modulation de fréquence. Il comprend une ou plusieurs syllabes entrecoupées par une brève pause. L’ouistiti peut enchaîner le trille et le sifflement. Il existe deux variantes de ‘phee’, émis dans deux contextes différents. Le ‘phee’ de séparation est émis lorsqu’un individu se trouve isolé du groupe : il favorise la réintégration de l’animal perdu ou peut aider à la dispersion vers d’autres groupes. Les individus adultes et subadultes émettent le ‘phee’ territorial spontanément ou en présence de membres étrangers. La structure du sifflement ‘phee’ encode à la fois le sexe et l’identité de son émetteur.
Le son ‘tsik’ est une note puissante, aiguë, étendue sur une large fréquence. Normalement unique, le ‘tsik’ est parfois répété de nombreuses fois. Cet appel est lancé en cas de danger et peut entraîner un comportement de mobbing. Le son ‘nga’ est un appel de soumission des adultes mais aussi un cri émis par un enfant qui cherche à attirer l’attention sur lui.
Quand il s’alimente, l’ouistiti du Nordeste pousse des ‘erh-erh’, vocalisations destinées à empêcher ses congénères de lui voler sa nourriture et qui dénotent une certaine colère.

### Communication visuelle
Lorsqu’il observe intensément un objet, une proie ou congénère, il écarquille les yeux en bougeant la tête d’un côté et de l’autre (head-cock stare). Les cris, le regard intense, le « gros dos », le froncement des sourcils, l’agitation des oreilles (donc des toupets auriculaires), l’érection des poils des oreilles et du pourtour de la face, caractérisent les interactions agressives. En réponse à un congénère menaçant, il aplatit ses touffes auriculaires et clôt partiellement ses paupières, une posture assortie d’un sourire grimaçant (dents visibles). Pour montrer sa dominance, un membre de haut rang tourne le dos au dominé du même sexe, lève la queue et exhibe ses organes génitaux. Cette posture demande l’allégeance du dominé. Ce dernier s’approche en rampant, le pelage plaqué sur le corps et émet des petits cris angoissés. Puis il flaire les parties génitales du dominant. Les ouistitis mâles ont un scrotum souvent très coloré qui soulignent leur rang.
Juste avant de passer à l’attaque, l’ouistiti redresse ses toupets et parfois sa face rougit. S’il désire intimider un jeune, l’adulte le dévisage en agitant ses toupets auriculaires : en guise de soumission, le premier se détourne ou bien se ratatine en courbant l’échine.
En cas de rencontre avec un autre clan, il effectue parades et poursuites, fourrure hérissée, queue relevée et enroulée (avec pilo-érection de la base, de l’extrémité ou seulement semi-pilo-érection de la queue), et exhibe ses organes génitaux. Les éventuels affrontements au corps à corps se règlent par des morsures.

### Communication olfactive
Délimite son territoire en frottant contre les branches les régions sternale et anogénitale (ainsi que par des sons suprasoniques inaudibles par l’homme). Ces sécrétions sont déposées dans un tronc incisé et, pour renforcer le marquage, il urine dans les entailles. Les ouistitis s’identifient entre eux par l’odeur. Lorsque vous les approchez, force est de constater que ces créatures dégagent effectivement une odeur assez forte !

### Communication tactile
Primordiale et intervient dans les contextes les plus divers. Les membres d’un même groupe, très soudés, se toilettent fréquemment, se frottent l’un à l’autre, se pelotonnent et se blottissent, font du museau contre museau, se lèchent en guise de salutation et s’embrassent avec affection. En captivité, le grooming mutuel intervient à n’importe quel moment, occupe 7 % du temps diurne, chaque séance dure en moyenne moins de 30 s (de 5 à 130 s) sans pause. Le toiletteur s’active sur la fourrure avec ses mains griffues, prélève les peaux mortes avec des mouvements de lèvres exagérés, peaux qui sont ensuite mâchées toujours avec des mouvements de lèvres et un va-et-vient rythmique de la langue. Les mâles toilettent très légèrement plus les femelles que l’inverse. Lorsqu’un jeune a fait une bêtise, l’adulte le sanctionne en lui flanquant une taloche ou en lui mordillant le cou, punition à laquelle le contrevenant se soumet non sans crier et montrer les dents.

## Prédateurs
Callithrix jacchus a pour prédateur les rapaces et les petits félins.

## Menaces
Énormément utilisé dans la recherche biomédicale (cerveau, réactions aux maladies). Chaque année, capturé par milliers et envoyé sur tous les continents. Sa grande adaptabilité compense cette prédation tous azimuts. Comme il se laisse domestiquer sans peine, l’ouistiti est un animal de compagnie recherché. Importé en Europe dès le XVIe siècle, les Français le surnommèrent marmouset, « petit garçon », en signe d’affection. Ce nom est resté chez les Anglo-Saxons qui l’appellent encore aujourd’hui marmoset.

## Conservation
Parc national de Sete Cidades, PN de la Serra da Capivara et SE d’Uruçuí-Una (Piauí) ; PN d’Ubajara, PE de Guaramiranga (ville de Guaramiranga), SE d’Aiuaba et Chapada do Araripe (Ceará) ; SE de Seridó, PE de Dunas Costeiras et Station forestière expérimentale Eflex/Ibama (Rio Grande do Norte) ; Université fédérale du Paraíba (João Pessoa, Paraíba) ; PE de Ponta do Cabo Branco, RB de la Serra Negra, RB de Saltinho, RB de Guariba, RB de Buraquinho, SE de Mamanguape, SE de Tapacurá, Brejo dos Cavalos et PE de Dois Irmãos (Pernambuco) ; RB de Pedra Talhada et SE de Foz do São Francisco (Alagoas) ; SE d’Itabaiana (Sergipe) ; P. urbain de Pituaçu et SE de Raso da Catarina (peut-être hybrides (Zone hybride) Callithrix jacchus x C. penicillata), dans le Bahia ; PN de Tijuca et PM de Taquara (Rio de Janeiro), au Brésil.